# چرخه هیاهوی گارتنر

Hype cycle

چرخه هیاهوی گارتنر (به انگلیسی: Gartner hype cycle) نموداری است که روند بلوغ، پذیرش و کاربرد عمومی فناوریهای مشخص را در گذر زمان نشان می‌دهد. این نمودار توسط مؤسسه تحقیقاتی و مشاوره‌ای فناوری اطلاعات گارتنر طراحی، استفاده و برند شده‌است. این «چرخه هیاهو» مدعی است که بلوغ فناوری‌های نوظهور دارای پنج مرحله مختلف است. این مدل کامل نیست و تحقیقات نشان می‌دهد که بهبودهایی بر آن می‌توان متصور شد.
«چرخه هیاهو» مبتنی بر همان مدل اثر دانینگ کروگر با در نظر گرفتن «اعتماد به نفس افراد» در برابر «بینش فن آوری» است.

## پنج مرحله

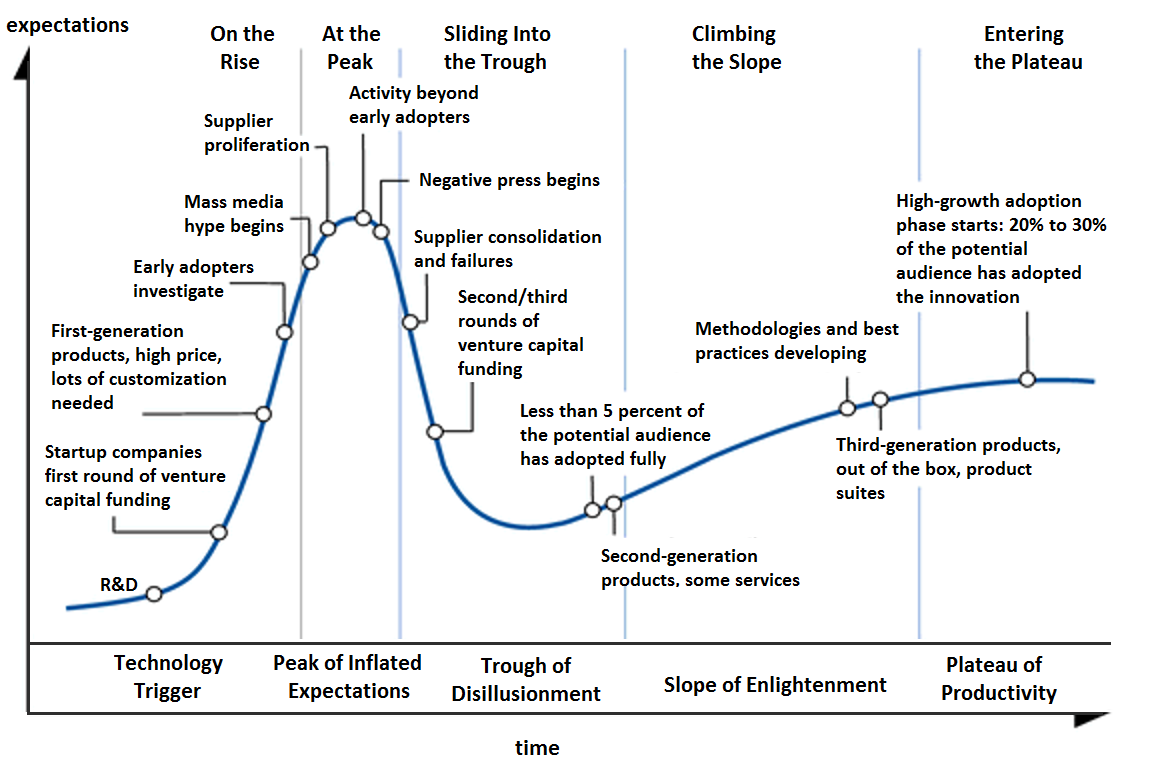
General hype cycle for technology

هر «چرخه هیاهو» به پنج مرحله کلیدی تقسیم می‌شود.
| شماره | مرحله       | توضیح |
| ----- | ----------- | --- |
| ۱     | ماشه فناوری | یک پیشرفت فناوری نهفته (با پتانسیل) همه چیز را شروع می‌کند. اقبال رساناها و داستان‌های زودهنگام از «شدنی بودن به‌کارگیری آن» توجه عموم را جلب می‌کند. در این مرحله اغلب هیچ محصول قابل استفاده‌ای وجود ندارد و زنده‌مانی تجاری آن نیز اثبات نشده‌است. |

1. ↑  Steinert, Martin. "Scrutinizing Gartner's hype cycle approach". ResearchGate. IEEE Xplore. Retrieved 29 September 2021.